# Dominic Inglot
Dominic Inglot (* 6. März 1986 in London) ist ein britischer Tennisspieler.

## Karriere
Inglot ist hauptsächlich als Doppelspezialist aktiv. Auf der Challenger Tour gewann er bereits vier Turniere, davon drei mit Treat Huey. Mit diesem erreichte er 2012 in Houston auch erstmals ein Finale auf der ATP World Tour. Gegen Sam Querrey und James Blake unterlagen die beiden jedoch in zwei Sätzen mit 6:714, 4:6. Seinen ersten ATP-Titel gewann er schließlich im August 2012 in Washington, D.C., als er mit Dauerpartner Huey im Finale Kevin Anderson und Sam Querrey in drei Sätzen besiegen konnte.
Bei Grand-Slam-Turnieren erzielte er 2010 in Wimbledon seinen bislang größten Erfolg. Zusammen mit Chris Eaton rückte er bis ins Achtelfinale vor, auf dem Weg schalteten sie unter anderem das topgesetzte Doppel Daniel Nestor und Nenad Zimonjić in fünf Sätzen aus. Gegen Julien Benneteau und Michaël Llodra schieden sie anschließend nach einer Niederlage in vier Sätzen aus.
2014 gab er sein Debüt für die britische Davis-Cup-Mannschaft.

## Erfolge
| Legende (Anzahl der Siege)  |
| Grand Slam                  |
| ATP World Tour Finals       |
| ATP World Tour Masters 1000 |
| ATP World Tour 500 (3)      |
| ATP World Tour 250 (11)     |
| ATP Challenger Tour (6)     |

| ATP-Titel nach Belag |
| Hartplatz (7)        |
| Sand (3)             |
| Rasen (4)            |

### Doppel

#### Turniersiege

##### ATP World Tour
| Nr. | Datum              | Turnier              | Belag         | Partner              | Finalgegner                     | Ergebnis           |
| --- | ------------------ | -------------------- | ------------- | -------------------- | ------------------------------- | ------------------ |
| 1.  | 5. August 2012     | Washington, D.C.     | Hartplatz     | Treat Huey           | Kevin Anderson Sam Querrey      | 7:67, 6:79, [10:5] |
| 2.  | 27. Oktober 2013   | Basel (1)            | Hartplatz (i) | Treat Huey           | Julian Knowle Oliver Marach     | 6:3, 3:6, [10:4]   |
| 3.  | 20. Juni 2014      | Eastbourne           | Rasen         | Treat Huey           | Alexander Peya Bruno Soares     | 7:5, 5:7, [10:8]   |
| 4.  | 29. August 2015    | Winston-Salem        | Hartplatz     | Robert Lindstedt     | Eric Butorac Scott Lipsky       | 6:2, 6:4           |
| 5.  | 25. Juni 2016      | Nottingham           | Rasen         | Daniel Nestor        | Ivan Dodig Marcelo Melo         | 7:5, 7:64          |
| 6.  | 25. September 2016 | St. Petersburg       | Hartplatz (i) | Henri Kontinen       | Andre Begemann Leander Paes     | 4:6, 6:3, [12:10]  |
| 7.  | 15. April 2017     | Marrakesch           | Sand          | Mate Pavić           | Marcel Granollers Marc López    | 6:4, 2:6, [11:9]   |
| 8.  | 29. April 2018     | Budapest             | Sand          | Franko Škugor        | Matwé Middelkoop Andrés Molteni | 6:78, 6:1, [10:8]  |
| 9.  | 6. Mai 2018        | Istanbul             | Sand          | Robert Lindstedt     | Ben McLachlan Nicholas Monroe   | 3:6, 6:3, [10:8]   |
| 10. | 16. Juni 2018      | ’s-Hertogenbosch (1) | Rasen         | Franko Škugor        | Raven Klaasen Michael Venus     | 7:63, 7:5          |
| 11. | 28. Oktober 2018   | Basel (2)            | Hartplatz (i) | Franko Škugor        | Alexander Zverev Mischa Zverev  | 6:2, 7:5           |
| 12. | 15. Juni 2019      | ’s-Hertogenbosch (2) | Rasen         | Austin Krajicek      | Marcus Daniell Wesley Koolhof   | 6:4, 4:6, [10:4]   |
| 13. | 28. Juli 2019      | Atlanta              | Hartplatz     | Austin Krajicek      | Bob Bryan Mike Bryan            | 6:4, 6:75, [11:9]  |
| 14. | 16. Februar 2020   | New York City        | Hartplatz (i) | Aisam-ul-Haq Qureshi | Steve Johnson Reilly Opelka     | 7:65, 7:66         |

##### ATP Challenger Tour
| Nr. | Datum            | Turnier         | Belag         | Partner     | Finalgegner                      | Ergebnis           |
| --- | ---------------- | --------------- | ------------- | ----------- | -------------------------------- | ------------------ |
| 1.  | 2. August 2010   | Vancouver       | Hartplatz     | Treat Huey  | Ryan Harrison Jesse Levine       | 6:4, 7:5           |
| 2.  | 9. August 2010   | Binghamton      | Hartplatz     | Treat Huey  | Scott Lipsky David Martin        | 5:7, 7:62, [10:8]  |
| 3.  | 6. November 2011 | Charlottesville | Hartplatz     | Treat Huey  | John Paul Fruttero Raven Klaasen | 4:6, 6:3, [10:7]   |
| 4.  | 12. Februar 2012 | Dallas          | Hartplatz (i) | Chris Eaton | Nicholas Monroe Jack Sock        | 6:76, 6:4, [19:17] |
| 5.  | 10. Juni 2012    | Nottingham      | Rasen         | Treat Huey  | Jonathan Marray Frederik Nielsen | 6:4, 6:79, [10:8]  |
| 6   | 3. April 2021    | Marbella        | Sand          | Matt Reid   | Romain Arneodo Hugo Nys          | 1:6, 6:3, [10:6]   |

#### Finalteilnahmen
| Nr. | Datum              | Turnier              | Belag         | Partner              | Finalgegner                     | Ergebnis          |
| --- | ------------------ | -------------------- | ------------- | -------------------- | ------------------------------- | ----------------- |
| 1.  | 15. April 2012     | Houston              | Sand          | Treat Huey           | Sam Querrey James Blake         | 6:714, 4:6        |
| 2.  | 28. Oktober 2012   | Basel                | Hartplatz (i) | Treat Huey           | Daniel Nestor Nenad Zimonjić    | 5:7, 7:64, [5:10] |
| 3.  | 25. Mai 2013       | Düsseldorf           | Sand          | Treat Huey           | Andre Begemann Martin Emmrich   | 5:7, 2:6          |
| 4.  | 24. August 2013    | Winston-Salem        | Hartplatz     | Treat Huey           | Daniel Nestor Leander Paes      | 6:710, 5:7        |
| 5.  | 22. September 2013 | St. Petersburg       | Hartplatz (i) | Denis Istomin        | David Marrero Fernando Verdasco | 6:76, 3:6         |
| 6.  | 17. Januar 2015    | Auckland             | Hartplatz     | Florin Mergea        | Raven Klaasen Leander Paes      | 6:71, 4:6         |
| 7.  | 8. Februar 2015    | Montpellier (1)      | Hartplatz (i) | Florin Mergea        | Marcus Daniell Artem Sitak      | 6:3, 4:6, [14:16] |
| 8.  | 11. Juni 2016      | ’s-Hertogenbosch (1) | Rasen         | Raven Klaasen        | Mate Pavić Michael Venus        | 6:3, 3:6, [9:11]  |
| 9.  | 26. Februar 2017   | Marseille (1)        | Hartplatz (i) | Robin Haase          | Julien Benneteau Nicolas Mahut  | 4:6, 7:69, [5:10] |
| 10. | 25. Februar 2018   | Marseille (2)        | Hartplatz (i) | Marcus Daniell       | Raven Klaasen Michael Venus     | 7:62, 3:6, [4:10] |
| 11. | 4. August 2019     | Los Cabos            | Hartplatz     | Austin Krajicek      | Romain Arneodo Hugo Nys         | 5:7, 7:5, [14:16] |
| 12. | 8. Februar 2020    | Montpellier (2)      | Hartplatz     | Aisam-ul-Haq Qureshi | Nikola Čačić Mate Pavić         | 4:6, 7:64, [4:10] |
| 13. | 2. Mai 2021        | Estoril              | Sand          | Luke Bambridge       | Hugo Nys Tim Pütz               | 5:7, 6:3, [3:10]  |